# Monument znovuzrození Afriky
Monument znovuzrození Afriky (francouzsky Monument de la Renaissance africaine) nazývaný také Africká renesance byl slavnostně otevřen dne 4. dubna 2010 v senegalském hlavním městě Dakaru. Jedná se o 49 metrů vysoké bronzové sousoší v sovětském stylu. Socha vznikla v souvislosti s 50. výročím nezávislosti Senegalu, který byl do 4. dubna 1960 v područí Francie. Výstavba tohoto monumentu začala v roce 2006 a náklady na výstavbu převýšily 20 milionů €. Socha znázorňuje rozmáchlého muže, ženu a dítě, kteří hledí k Atlantskému oceánu.
S výstavbou a návrhem tohoto sousoší je pevně spjato jméno senegalského prezidenta Abdoulaye Wadeho. Výstavbu prováděla společnost z KLDR.